# Puente de Fierro (Mexibús)
Puente de Fierro es una estación del sistema BRT Mexibús, en ella corresponden la Línea 2 del Mexibús y la Línea 4 del Mexibús.
Esta se ubica en el Municipio de Ecatepec de Morelos, Estado de México.

## Historia

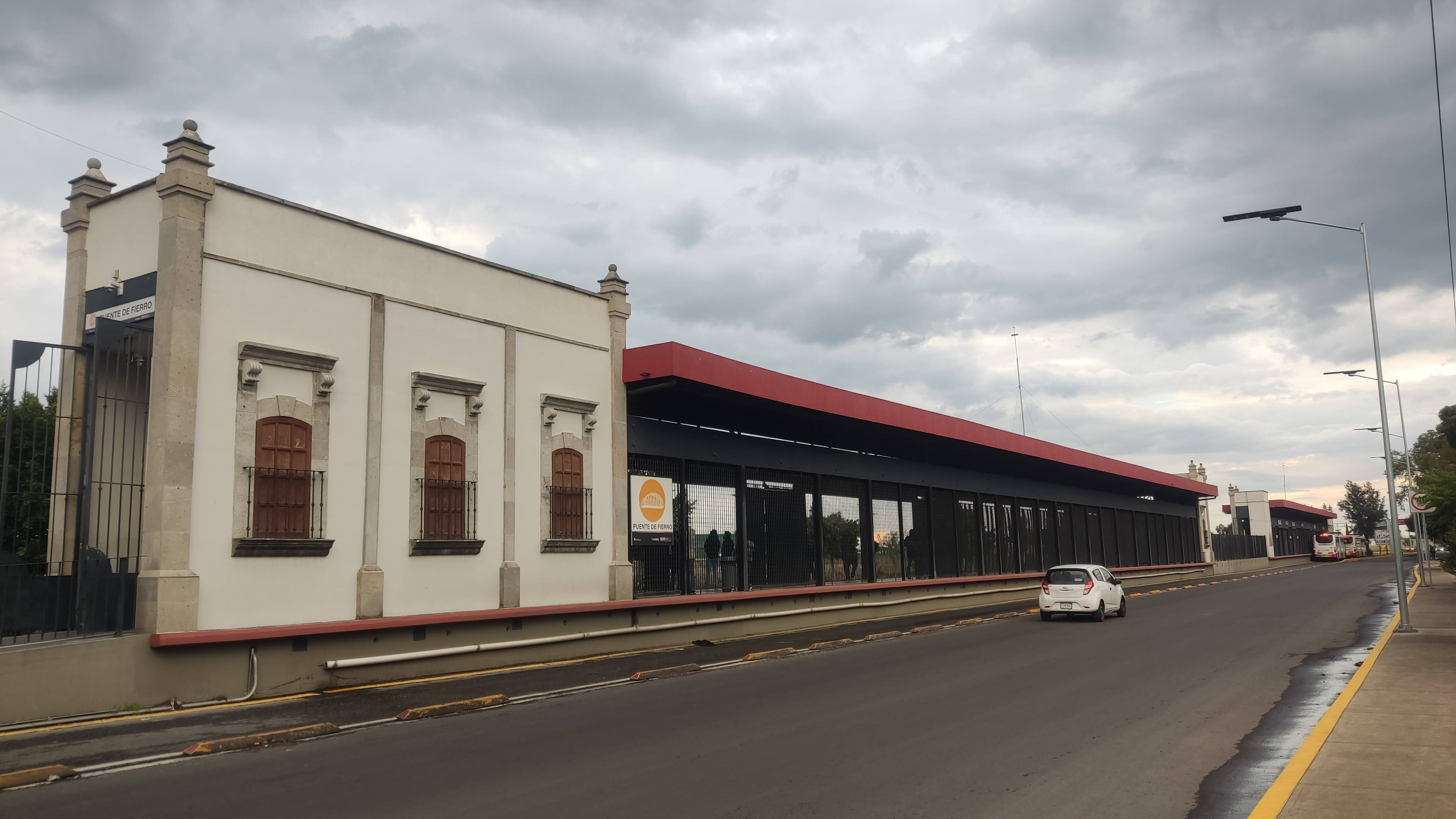
Foto de la estación de la Línea 4 del Mexibús

La segunda línea del sistema fue la tercera en ser inaugurada el 12 de enero de 2015 por el entonces gobernador Eruviel Ávila Villegas (2011 - 2017). Tiene una longitud de 22,3 kilómetros con 44 estaciones en los municipios de Cuautitlán Izcalli, Tultitlán, Coacalco de Berriozabal y Ecatepec de Morelos, es operada por Transcomunicador Mexiquense S.A. de C.V., brinda los servicios ordinario desde la terminal La Quebrada en Cuautitlán Izcalli hasta la terminal las Américas en Ecatepec de Morelos y el exprés de la estación Lechería hasta la estación Ecatepec. Su flotilla la abarca Scania Neobus BRT y Scania Busscar K320 así como Scania Neobus para los express.
La línea 2 del Mexibús tiene 22.3 kilómetros en su recorrido desde la Terminal Las Américas, en Ecatepec, a La Quebrada, en Cuautitlán Izcalli, circulando por las avenidas: Primero de Mayo, Vía Morelos, Revolución y José López Portillo; y para prestar el servicio cuenta con 42 estaciones y 2 Terminales. Esta línea permite comunicar la Autopista México-Querétaro con la Av. Carlos Hank González (Av. Central) y a su vez los 3 centros comerciales más importantes de los extremos Norte de la metrópoli; Perinorte, Cosmopol y Plaza Las Américas. 
La línea 4 tiene 31 kilómetros en el recorrido desde el fraccionamiento "Los Héroes Tecámac", en el municipio de Tecámac, Estado de México al CETRAM La Raza, en la Alcaldía Gustavo A. Madero, Ciudad de México circulando por la Avenida de los Insurgentes, Autopista México-Pachuca, Vía Morelos, Avenida Nacional y Vialidad Mexiquense; y para brindar el servicio cuenta con 30 estaciones y 71 autobuses.
Al igual que la línea I del Mexibús, se tiene contemplada una ampliación al Aeropuerto Internacional Felipe Ángeles.

## Información
La iconografía de esta estación representa el puente ferroviario Puente de Fierro.

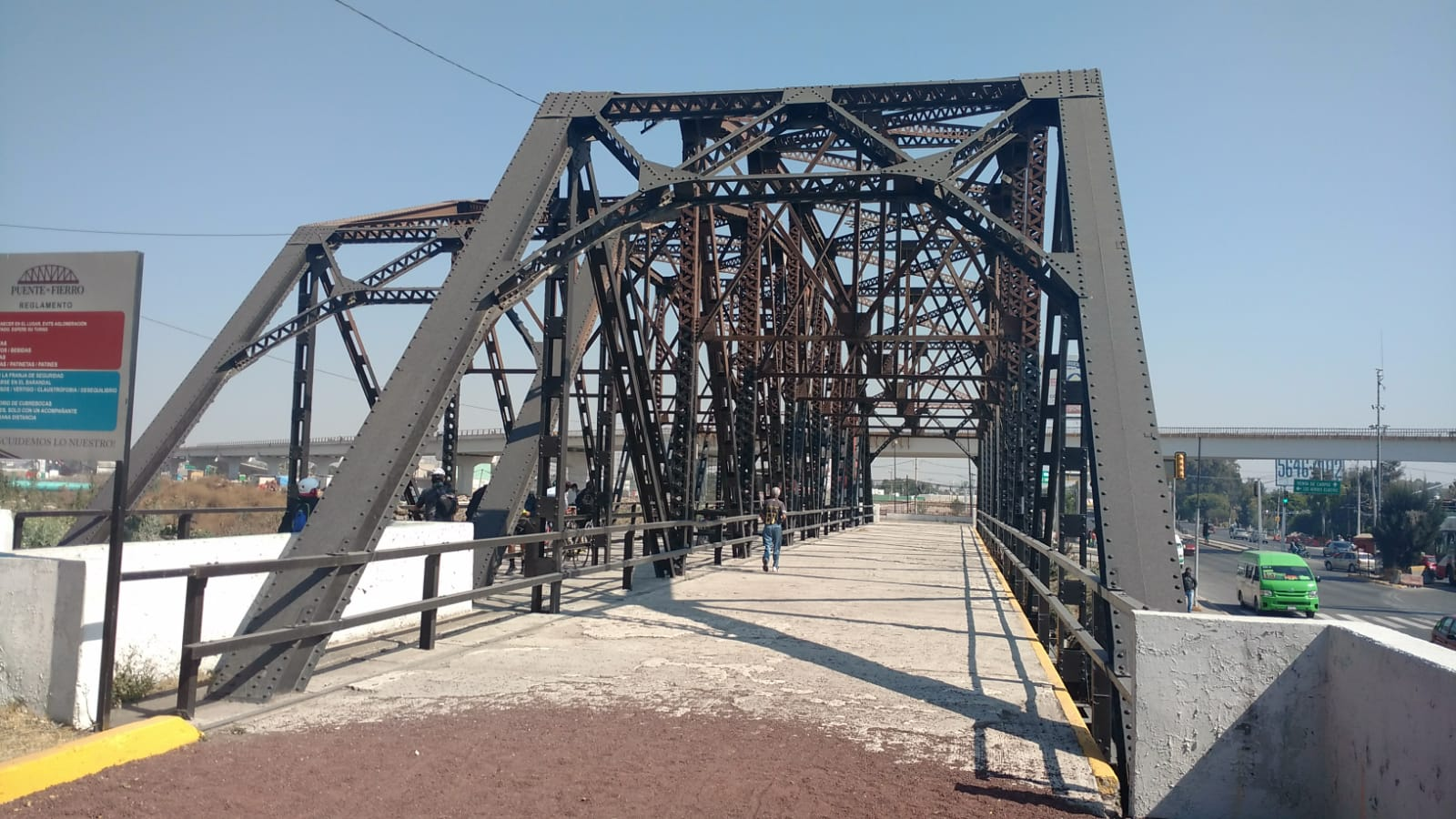
El puente que dio nombre a la estación

## Sitios de interés
El principal sitio de interés que ofrece la estación es:
- Puente de Fierro